# Château de Tardes
Le château de Tardes est situé dans la commune de Saint-Macaire,  dans le département de la Gironde en France.

## Origine du nom de Tardes
Une famille de Tardes existe à Saint-Macaire de 1407 à 1574. 
Louis de Tardes est avec les protestants à la prise de Saint-Macaire par Symphorien de Durfort, vicomte de Duras en 1562.

## Historique
Le château, construit en hauteur, occupe l’angle sud-ouest de la ville et domine la Garonne.
Situé au cœur de la ville ancienne, rue du Port Nava, il est, à l'origine, une maison forte médiévale de cinq niveaux, construite vers le XIIIe siècle ou le XIVe siècle. Le donjon quadrangulaire, de 20 m sur 25 m, possède des murs de trois mètres d’épaisseur.
En 1627, devenu inutile et représentant une lourde charge pour les jurats à cause du coût d’entretien d’une  garde de vingt à vingt-cinq hommes, il est démoli à la demande de la population mais aussi sur les conseils du duc d’Épernon, d’après les instructions de Richelieu.
Le donjon fut démoli en plusieurs fois, en 1747 puis en 1837.

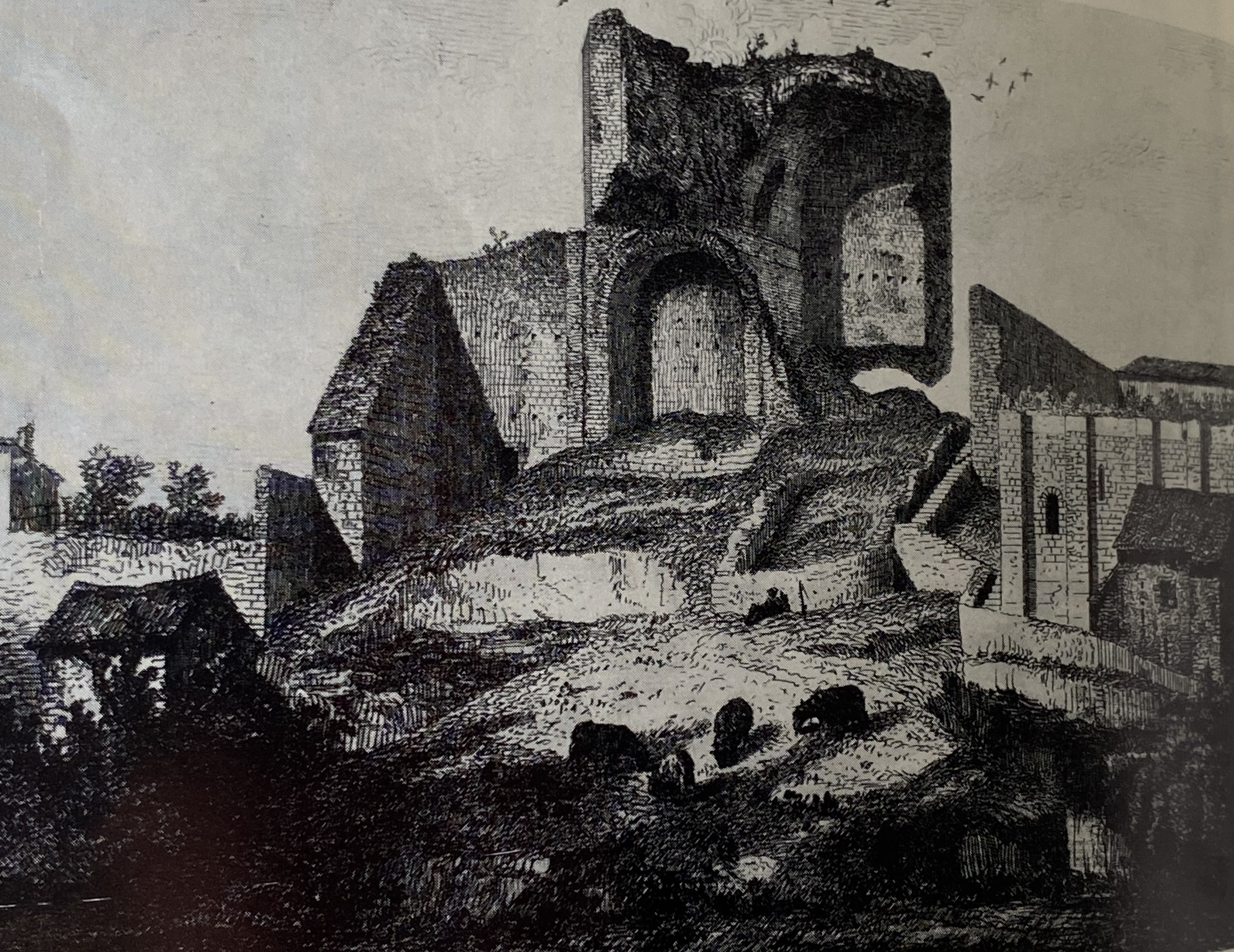
Dessin du donjon de Tardes avant sa démolition en 1837, par Léo Drouyn.

Au XIXe siècle, le château est transformé  en hôtel particulier de style Renaissance avec, entre autres, l'ajout de baies à meneaux et  d'une tour hexagonale de style troubadour contenant un escalier à vis.
Il est classé au titre des monuments historiques  par arrêté du 21 octobre 1997 pour sa tour et un puits dans la cour.

## Quelques propriétaires du château de Tardes
Du XIVe siècle au milieu du XVe siècle la maison noble de Tardes appartient à la famille d’Arros ou de Ros. Elle passe ensuite à la famille Achard.
En 1593, Étienne Achard, écuyer, la vend avec toutes ses dépendances à Asdrubal de Ferron. Plusieurs sires de Ferron sont capitaines du château qui est aussi appelé  maison de Carbonnieux en 1637.
En 1690, Charles-Asdrubal et Jean de Ferron, sieur de Carbonnieux cèdent la maison de Tardes à Louis de Léglise.
En 1818, le château en ruine est acheté par Dominique Faye.

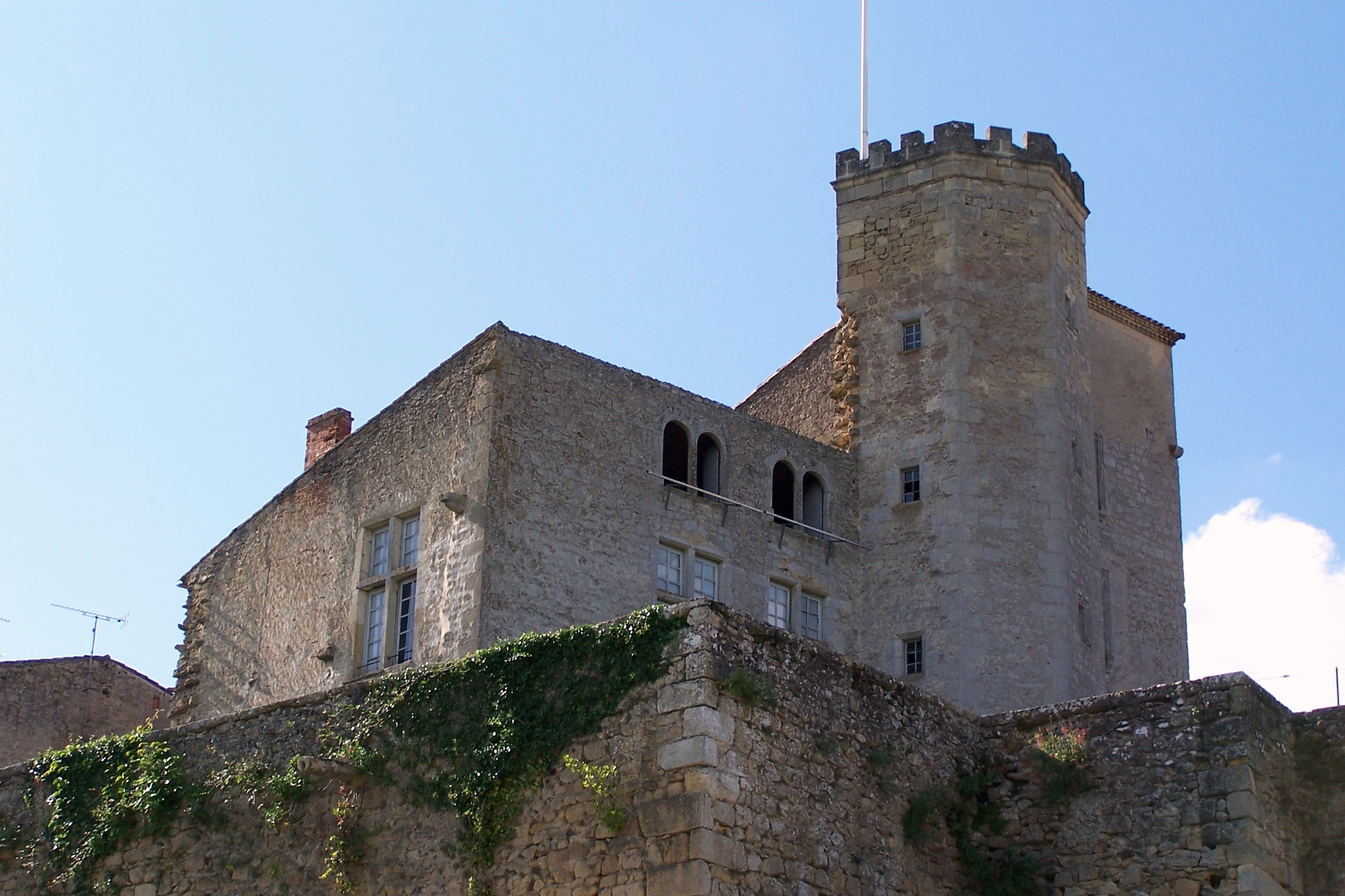
Vue sud-ouest (sept. 2011).
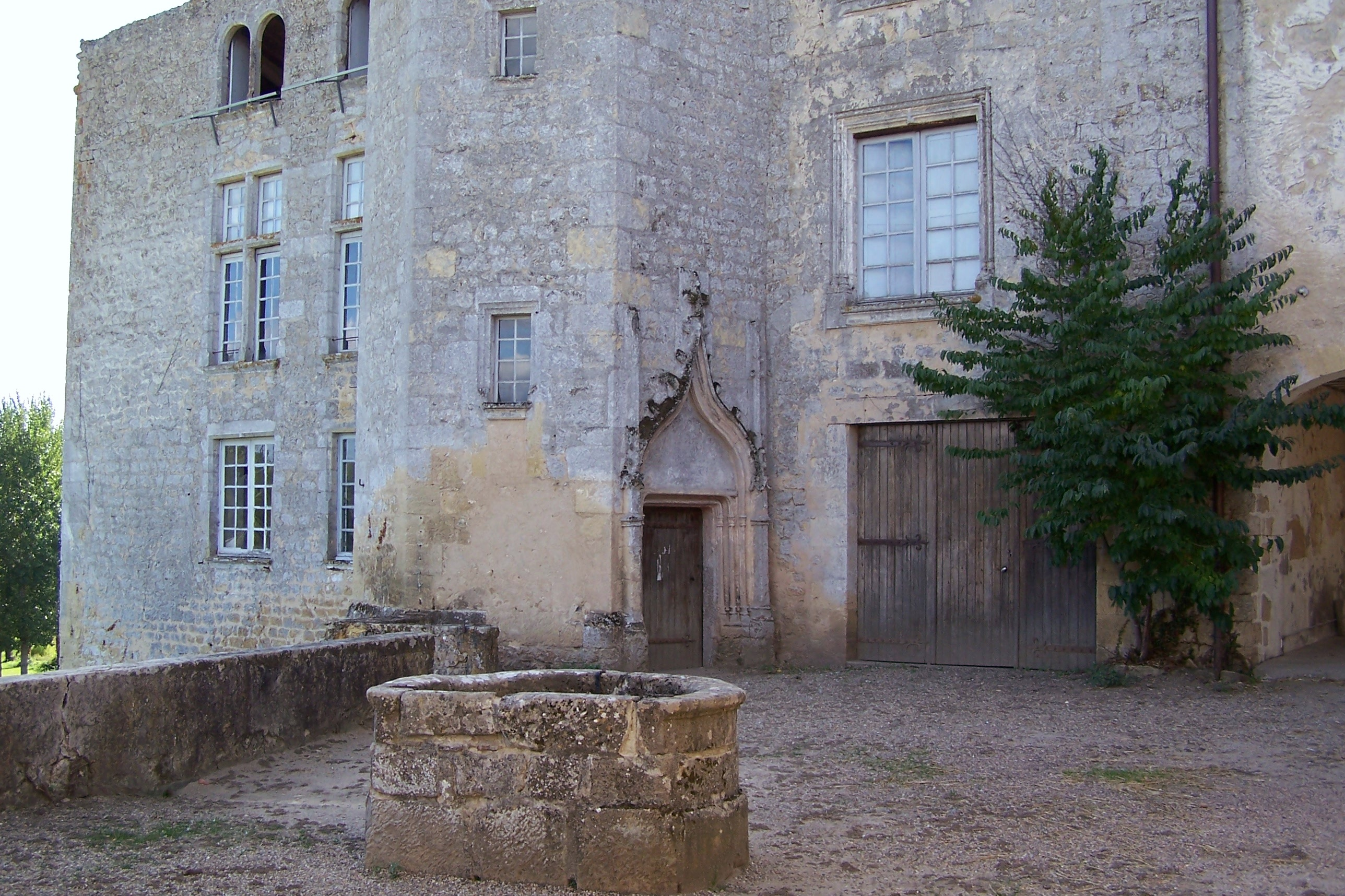
Cour intérieure et puits (sept. 2011).
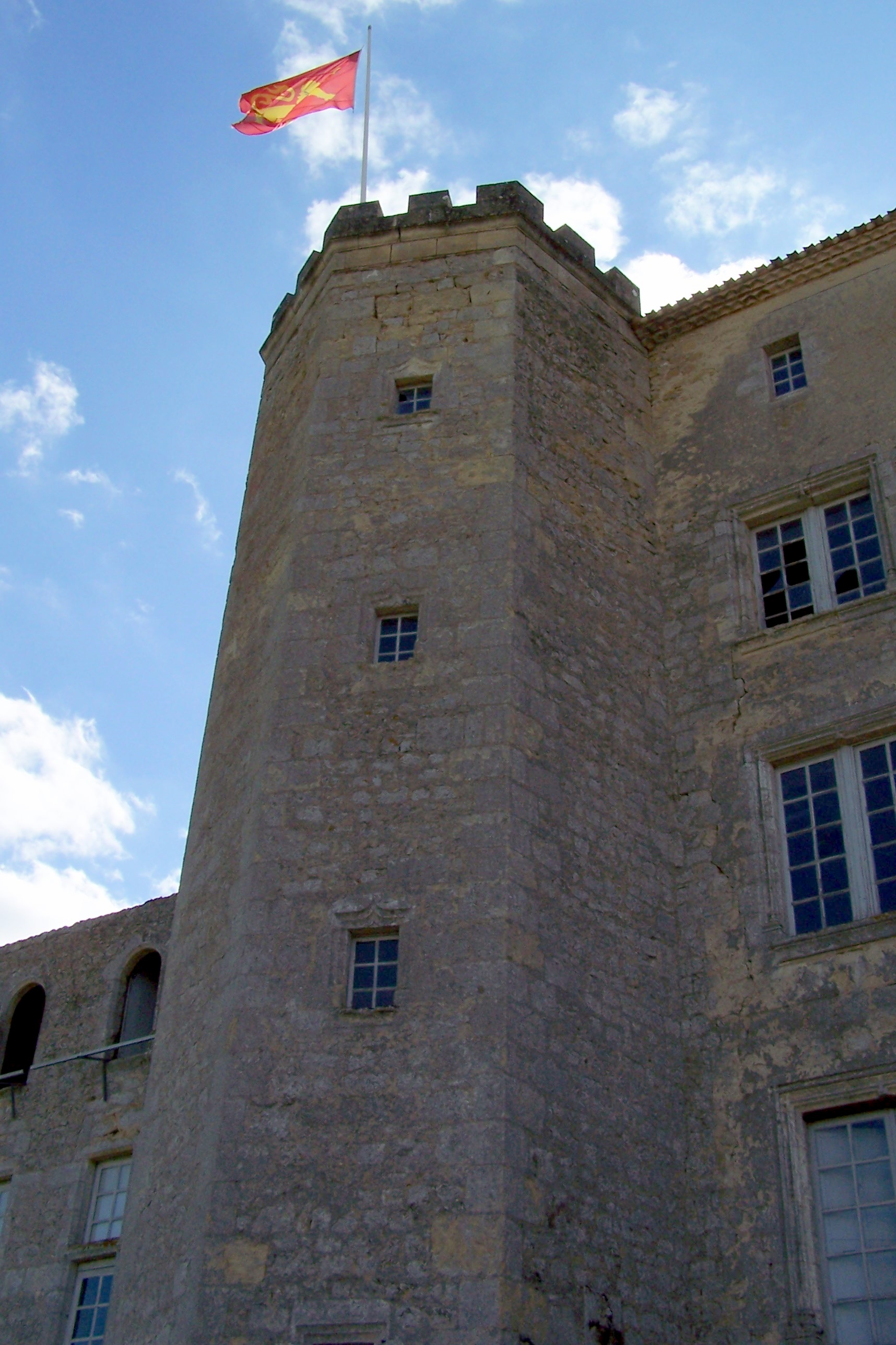
La tour vue de la cour (sept. 2011).